# Oligia khasiana
Oligia khasiana är en fjärilsart som beskrevs av George Francis Hampson 1894. Oligia khasiana ingår i släktet Oligia och familjen nattflyn. Inga underarter finns listade i Catalogue of Life.